# Растително масло
Растителното масло (или олио) e вид масло, получена от семената на маслодайни култури култури чрез механично пресоване или извличане с органични разтворители. Може да бъде рафинирано или нерафинирано. Освен от семената, масло може да бъде получено и от други растителни части. Растителните масла съдържат естери на мастни киселини и глицерол.
Сред растителните масла има както подходящи за консумация (слънчогледово олио, зехтин (маслинено масло)), така и неподходящи (масло от ленено семе, рициново масло). Неподходящите за консумация се използват в производството на смазочни масла, бои, в козметиката, фармациевтиката и за други промишлени цели.
Растителното масло може да бъде ползвано и като гориво без никаква преработка. По своята химическа природа растителните масла са естери на глицерина с висшите мастни киселини, молекулата им съдържа атоми на въглерод и водород (също като петрола), но съдържа и около 11% атомна маса кислород. Първият дизелов двигател в края на XIX век е работел именно с растително масло (фъстъчено олио). Модерните дизелови двигатели също могат да ползват различни видове олио (слънчогледово, рапично и др.) като гориво. Необходимо е само то да бъде затопляно на около 75 0С, за да стане по-течно.
Индустрията често преработва растителните масла чрез процеса хидрогениране. Това се случва най-вече в хранително-вкусовата промишленост, вследствие на което се наблюдават негативни последствия у потребителите (вж. транс-мазнини).